# Если любишь… (фильм, 1982)
«Если любишь…» — советская широкоформатная мелодрама режиссёров Анвара Тураева и Фёдора Глущенко, снятая по сценарию Бориса Дурова.

## Сюжет
Судьба главного героя фильма складывалась вполне благополучно, но случайная встреча круто меняет всю его жизнь.

## В ролях
- Рустам Уразаев — Сабир
- Селби Курбанова — Зебо
- Тамара Яндиева — Лола
- Сайрам Исаева — Малика
- Баба Аннанов — Рузиев

## В эпизодах
- К. Аннанов
- Т. Ахматханов
- Г. Мирджумаева
- М. Мадаминов
- М. Ибрагимова
- А. Мартыненко
- З. Обидова
- В. Филиппов
- М. Набиева
- С. Арипов
- А. Жолдашев

## Съёмочная группа
- Автор сценария: Борис Дуров
- Режиссёр-постановщик: Абдурахим Кудусов
- Оператор-постановщик: Кови Бахор
Виктор Мирзаянц
- Художник-постановщик: Давид Ильябаев
- Художник по костюмам:В. Новоселов
- Композитор: Толиб-хон Шахиди
- Текст песен: Лоик Шерали
- Звукооператор: Фармон Махмудов
Ирина Калинина
- Режиссёры: Анвар Тураев
Фёдор Глущенко
- Монтаж: В.Кулагина
- Гримёр: А. Набока
- Оператор: В. Ярматов
- Мастер по свету: Т. Камилов
- Консультант: Е. Воробьев
- Ассистенты: Н. Гафиев
В. Гуров
А. Соколов
- Редактор: Г. Мухаббатова
- Административная группа: А. Нигматулин
С. Рашидов
- Директор картины: В. Рахимов